# جنرال الکتریک جی۹۷
جنرال الکتریک جی۹۷ (به انگلیسی: General Electric J97) یک موتور هواگرد ساختِ کارخانهٔ جی‌ئی اوییشن در کشور ایالات متحده آمریکا است.